# Castiarina latipes
Castiarina latipes es una especie de escarabajo del género Castiarina, familia Buprestidae. Fue descrita científicamente por Carter en 1924.